# Comité Olímpico Maltés
El Comité Olímpico Maltés es el Comité Nacional Olímpico de Malta, fundado en 1936 y reconocido por el COI ese mismo año.